# Lei Nacional de Magno IV

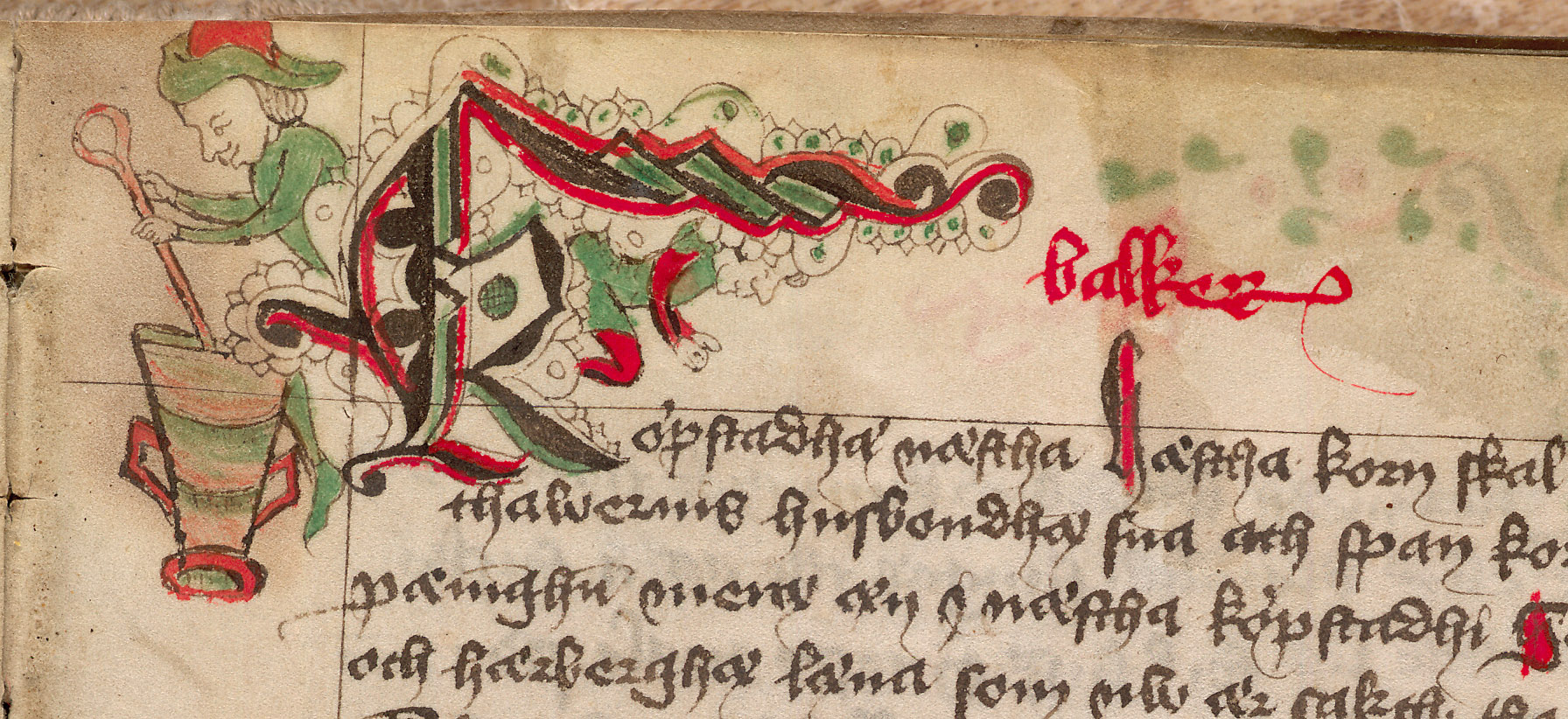
Pormenor do manuscrito da Lei Nacional

Lei Nacional de Magno IV ou Lei Nacional de Magnus Eriksson (conhecida na Suécia como Magnus Erikssons landslag, literalmente Lei nacional de Magnus Eriksson) foi o primeiro código jurídico para todo o Reino da Suécia, substituindo sucessivamente as diversas Leis Provinciais (landskapslagar) em vigor até aí. Esta lei foi criada por volta de 1350 pelo rei sueco Magno IV, e esteve em vigência até 1736, ano em que foi substituída pelo Código Civil de 1734 (1734 års lag). Ainda em 1442, foi decretada pelo rei Cristóvão da Baviera uma nova revisão desta lei com o nome de Lei Nacional de Kristofer (Kristofers landslag). Todavia, os dois códigos jurídicos vigoraram paralelamente até 1736.

Esta lei nacional estabelece que a Suécia é uma monarquia eleitoral, que a Carta das Liberdades de 1319 limitará os poderes reais e que o Conselho Real será uma instituição permanente. Existem atualmente uns 90 exemplares do manuscrito, dos quais o B 172, datado de 1430, está guardado na Biblioteca Nacional da Suécia em Estocolmo,.